# Le Mausolée des amants
Le Mausolée des amants, Journal 1976-1991 est un journal intime d’Hervé Guibert paru de manière posthume en 2001 aux éditions Gallimard. Édité par les soins de sa femme Christine Guibert, il servit d'ébauche à plusieurs de ses livres (La Mort propagande, Mes parents). 

## Analyse
Ce journal intime « a la particularité d’avoir été écrit dans la perspective d’une publication posthume, ce qui offre à Guibert le loisir d’échapper, de son vivant, aux effets de son discours, tout en explorant son identité en relation avec un interlocuteur imaginé ».

## Réception
Patrice Chéreau et Philippe Calvario ont lu sur scène des extraits du Mausolée des amants. L'ensemble de l'œuvre d'Hervé Guibert suscite l'admiration de l'autrice Nina Bouraoui, et notamment ce livre, car « on y décèle toutes les trames de ses autres romans, ses phobies, ses peurs, errances, ses personnages, dont Vincent, un de ses amants, et T., l’homme de toute sa vie… »,,.